# Chrysophyllum sanguinolentum
Chrysophyllum sanguinolentum – gatunek drzew należących do rodziny sączyńcowatych. Występuje na terenie północno-zachodniej części Ameryki Południowej.